# Mate Pavić
Mate Pavić (Split, 4 de juliol de 1993) és un tennista professional croat, especialitzat en les competicions de dobles. El maig de 2018 Pavić va arribar al número 1 del rànquing de l'ATP, convertint-se en el 52è jugador en aconseguir-ho en tota la història dels rànquings de dobles de l'ATP.
Pavić va guanyar tres títols de Grand Slam de dobles masculins: l'Open d'Austràlia (2018), el US Open (2020), i Wimbledon (2021), i va arribar a la final en tres edicions més. També es va fer amb el títol de dobles mixts del US Open de 2016 juntament amb Laura Siegemund i el dobles mixts de l'Open d'Austràlia de 2018 fent parella amb Gabriela Dabrowski. També es va convertir en el jugador més jove en arribar en aquesta posició des que ho va aconseguir Todd Woodbridge el 1996, i el primer jugador croat de la història.

## Biografia
Fill de Jakov i Snježana, entrenador de tennis i educadora infantil respectivament, té dues germanes Nadja i Matea.

## Torneigs de Grand Slam

### Dobles masculins: 8 (4−4)
| Resultat  | Núm. | Any  | Torneig           | Parella         | Oponents                            | Marcador                         |
| --------- | ---- | ---- | ----------------- | --------------- | ----------------------------------- | -------------------------------- |
| Finalista | 1.   | 2017 | Wimbledon         | Oliver Marach   | Łukasz Kubot Marcelo Melo           | 7−5, 5−7, 6−7(2), 6−3, 11−13     |
| Guanyador | 1.   | 2018 | Open d'Austràlia  | Oliver Marach   | Juan Sebastián Cabal Robert Farah   | 6−4, 6−4                         |
| Finalista | 2.   | 2018 | Roland Garros     | Oliver Marach   | Pierre-Hugues Herbert Nicolas Mahut | 2−6, 6−7(4)                      |
| Guanyador | 2.   | 2020 | US Open           | Bruno Soares    | Wesley Koolhof Nikola Mektić        | 7−5, 6−3                         |
| Finalista | 3.   | 2020 | Roland Garros (2) | Bruno Soares    | Kevin Krawietz Andreas Mies         | 3−6, 5−7                         |
| Guanyador | 3.   | 2021 | Wimbledon         | Nikola Mektić   | Marcel Granollers Horacio Zeballos  | 6−4, 7−6(5), 2−6, 7−5            |
| Finalista | 4.   | 2022 | Wimbledon (2)     | Nikola Mektić   | Matthew Ebden Max Purcell           | 6−7(5), 7−6(3), 6−4, 4−6, 6−7(2) |
| Guanyador | 4.   | 2024 | Roland Garros     | Marcelo Arévalo | Simone Bolelli Andrea Vavassori     | 7−5, 6−3                         |

### Dobles mixts: 5 (3−2)
| Resultat  | Núm. | Any  | Torneig           | Parella            | Oponents                   | Marcador            |
| --------- | ---- | ---- | ----------------- | ------------------ | -------------------------- | ------------------- |
| Guanyador | 1.   | 2016 | US Open           | Laura Siegemund    | Coco Vandeweghe Rajeev Ram | 6−4, 6−4            |
| Guanyador | 2.   | 2018 | Open d'Austràlia  | Gabriela Dabrowski | Tímea Babos Rohan Bopanna  | 2−6, 6−4, [11−9]    |
| Finalista | 1.   | 2018 | Roland Garros     | Gabriela Dabrowski | Latisha Chan Ivan Dodig    | 1−6, 7−6(5), [8−10] |
| Finalista | 2.   | 2019 | Roland Garros (2) | Gabriela Dabrowski | Latisha Chan Ivan Dodig    | 1−6, 6−7(5)         |
| Guanyador | 3.   | 2023 | Wimbledon         | Liudmila Kitxenok  | Xu Yifan Joran Vliegen     | 6−4, 6−7(9), 6−3    |

## Jocs Olímpics

### Dobles masculins
| Any  | Campionat                   | Parella       | Oponents               | Resultat         |
| ---- | --------------------------- | ------------- | ---------------------- | ---------------- |
| 2020 | Jocs Olímpics, Tòquio, Japó | Nikola Mektić | Marin Čilić Ivan Dodig | 6−4, 3−6, [10−6] |

## Palmarès

### Dobles masculins: 74 (42−32)
| Llegenda                          |
| --------------------------------- |
| Grand Slams (4−4)                 |
| Jocs Olímpics Or (1)              |
| ATP Finals (0−1)                  |
| ATP World Tour Masters 1000 (9−6) |
| ATP World Tour 500 (4−6)          |
| ATP World Tour 250 (24−15)        |

| Títols per superfície |
| --------------------- |
| Dura (22−16)          |
| Gespa (8−5)           |
| Terra batuda (12−11)  |

| Resultat  | Núm. | Data                   | Torneig                         | Superfície   | Parella         | Oponents                               | Marcador                         |
| --------- | ---- | ---------------------- | ------------------------------- | ------------ | --------------- | -------------------------------------- | -------------------------------- |
| Finalista | 1.   | 5 de febrer de 2012    | Zagreb, Croàcia                 | Dura (i)     | Ivan Dodig      | Markos Bagdatís Mikhaïl Iujni          | 2−6, 2−6                         |
| Finalista | 2.   | 10 de febrer de 2013   | Zagreb (2)                      | Dura (i)     | Ivan Dodig      | Julian Knowle Filip Polášek            | 3−6, 3−6                         |
| Finalista | 3.   | 5 de gener de 2014     | Chennai, Índia                  | Dura         | Marin Draganja  | Johan Brunström Frederik Nielsen       | 2−6, 6−4, [7−10]                 |
| Guanyador | 1.   | 23 de maig de 2015     | Niça, França                    | Terra batuda | Michael Venus   | Jean-Julien Rojer Horia Tecău          | 7−6(4), 2−6, [10−7]              |
| Finalista | 4.   | 19 de juliol de 2015   | Newport, Estats Units           | Gespa        | Nicholas Monroe | Jonathan Marray Aisam-ul-Haq Qureshi   | 6−4, 3−6, [8−10]                 |
| Finalista | 5.   | 26 de juliol de 2015   | Bogotà, Colòmbia                | Dura         | Michael Venus   | Édouard Roger-Vasselin Radek Štěpánek  | 5−7, 3−6                         |
| Finalista | 6.   | 25 d'octubre de 2015   | Estocolm, Suècia                | Dura (i)     | Michael Venus   | Nicholas Monroe Jack Sock              | 5−7, 2−6                         |
| Guanyador | 2.   | 16 de gener de 2016    | Auckland, Nova Zelanda          | Dura         | Michael Venus   | Eric Butorac Scott Lipsky              | 7−5, 6−4                         |
| Guanyador | 3.   | 7 de febrer de 2016    | Montpeller, França              | Dura (i)     | Michael Venus   | Alexander Zverev Mischa Zverev         | 7−5, 7−6(4)                      |
| Guanyador | 4.   | 21 de febrer de 2016   | Marsella, França                | Dura (i)     | Michael Venus   | Jonathan Erlich Colin Fleming          | 6−2, 6−3                         |
| Finalista | 7.   | 21 de maig de 2016     | Niça                            | Terra batuda | Michael Venus   | Juan Sebastián Cabal Robert Farah      | 6−4, 4−6, [8−10]                 |
| Guanyador | 5.   | 12 de juny de 2016     | 's-Hertogenbosch, Països Baixos | Gespa        | Michael Venus   | Dominic Inglot Raven Klaasen           | 3−6, 6−3, [11−9]                 |
| Finalista | 8.   | 24 de juliol de 2016   | Gstaad, Suïssa                  | Terra batuda | Michael Venus   | Julio Peralta Horacio Zeballos         | 6−7(2), 2−6                      |
| Finalista | 9.   | 25 de setembre de 2016 | Metz, França                    | Dura (i)     | Michael Venus   | Julio Peralta Horacio Zeballos         | 3−6, 6−7(4)                      |
| Finalista | 10.  | 23 d'octubre de 2016   | Estocolm (2)                    | Dura (i)     | Michael Venus   | Elias Ymer Mikael Ymer                 | 1−6, 1−6                         |
| Guanyador | 6.   | 16 d'abril de 2017     | Marràqueix, Marroc              | Terra batuda | Dominic Inglot  | Marcel Granollers Marc López           | 6−4, 2−6, [11−9]                 |
| Finalista | 11.  | 19 de juny de 2017     | Stuttgart, Alemanya             | Gespa        | Oliver Marach   | Jamie Murray Bruno Soares              | 7−6(4), 5−7, [5−10]              |
| Finalista | 12.  | 1 de juliol de 2017    | Antalya, Turquia                | Gespa        | Oliver Marach   | Robert Lindstedt Aisam-ul-Haq Qureshi  | 5−7, 1−4, retirada               |
| Finalista | 13.  | 16 de juliol de 2017   | Wimbledon, Regne Unit           | Gespa        | Oliver Marach   | Łukasz Kubot Marcelo Melo              | 7−5, 5−7, 6−7(2), 6−3, 11−13     |
| Guanyador | 7.   | 30 de juliol de 2017   | Hamburg, Alemanya               | Terra batuda | Ivan Dodig      | Pablo Cuevas Marc López                | 6−3, 6−4                         |
| Guanyador | 8.   | 22 d'octubre de 2017   | Estocolm                        | Dura (i)     | Oliver Marach   | Aisam-ul-Haq Qureshi Jean-Julien Rojer | 3−6, 7−6(6), [10−4]              |
| Guanyador | 9.   | 6 de gener de 2018     | Doha, Qatar                     | Dura         | Oliver Marach   | Jamie Murray Bruno Soares              | 6−2, 7−6(6)                      |
| Guanyador | 10.  | 13 de gener de 2018    | Auckland (2)                    | Dura         | Oliver Marach   | Max Mirnyi Philipp Oswald              | 6−4, 5−7, [10−7]                 |
| Guanyador | 11.  | 28 de gener de 2018    | Open d'Austràlia, Austràlia     | Dura         | Oliver Marach   | Juan Sebastián Cabal Robert Farah      | 6−4, 6−4                         |
| Finalista | 14.  | 18 de febrer de 2018   | Rotterdam, Països Baixos        | Dura (i)     | Oliver Marach   | Pierre-Hugues Herbert Nicolas Mahut    | 6−2, 2−6, [7−10]                 |
| Finalista | 15.  | 22 d'abril de 2018     | Montecarlo, Mònaco              | Terra batuda | Oliver Marach   | Bob Bryan Mike Bryan                   | 6−7(5), 3−6                      |
| Guanyador | 12.  | 26 de maig de 2018     | Ginebra, Suïssa                 | Terra batuda | Oliver Marach   | Ivan Dodig Rajeev Ram                  | 3−6, 7−6(3), [11−9]              |
| Finalista | 16.  | 10 de juny de 2018     | Roland Garros, França           | Terra batuda | Oliver Marach   | Pierre-Hugues Herbert Nicolas Mahut    | 2−6, 6−7(4)                      |
| Finalista | 17.  | 29 de juliol de 2018   | Hamburg                         | Terra batuda | Oliver Marach   | Julio Peralta Horacio Zeballos         | 1−6, 6−4, [6−10]                 |
| Guanyador | 13.  | 30 de setembre de 2018 | Chengdu, Xina                   | Dura         | Ivan Dodig      | Austin Krajicek Jeevan Nedunchezhiyan  | 6−2, 6−4                         |
| Finalista | 18.  | 7 d'octubre de 2018    | Pequín, Xina                    | Dura         | Oliver Marach   | Łukasz Kubot Marcelo Melo              | 1−6, 4−6                         |
| Guanyador | 14.  | 25 de maig de 2019     | Ginebra (2)                     | Terra batuda | Oliver Marach   | Matthew Ebden Robert Lindstedt         | 6−4, 6−4                         |
| Guanyador | 15.  | 13 d'octubre de 2019   | Xangai, Xina                    | Dura         | Bruno Soares    | Łukasz Kubot Marcelo Melo              | 6−4, 6−2                         |
| Finalista | 19.  | 20 d'octubre de 2019   | Estocolm (3)                    | Dura (i)     | Bruno Soares    | Henri Kontinen Édouard Roger-Vasselin  | 4−6, 2−6                         |
| Guanyador | 16.  | 9 de febrer de 2020    | Montpeller (2)                  | Dura (i)     | Nikola Ćaćić    | Aisam-ul-Haq Qureshi Dominic Inglot    | 6−4, 6−7(4), [10−4]              |
| Guanyador | 17.  | 10 de setembre de 2020 | US Open, Estats Units           | Dura         | Bruno Soares    | Wesley Koolhof Nikola Mektić           | 7−5, 6−3                         |
| Finalista | 20.  | 27 de setembre de 2020 | Hamburg (2)                     | Terra batuda | Ivan Dodig      | John Peers Michael Venus               | 3−6, 4−6                         |
| Finalista | 21.  | 10 d'octubre de 2020   | Roland Garros (2)               | Terra batuda | Bruno Soares    | Kevin Krawietz Andreas Mies            | 3−6, 5−7                         |
| Finalista | 22.  | 8 de novembre de 2020  | París, França                   | Dura (i)     | Bruno Soares    | Félix Auger-Aliassime Hubert Hurkacz   | 7−6(3), 6−7(7), [2−10]           |
| Guanyador | 18.  | 12 de gener de 2021    | Antalya                         | Dura         | Nikola Mektić   | Ivan Dodig Filip Polášek               | 6−2, 6−4                         |
| Guanyador | 19.  | 7 de febrer de 2021    | Melbourne, Austràlia            | Dura         | Nikola Mektić   | Jérémy Chardy Fabrice Martin           | 6−7(4), 7−5, [10−7]              |
| Guanyador | 20.  | 7 de març de 2021      | Rotterdam                       | Dura (i)     | Nikola Mektić   | Kevin Krawietz Horia Tecău             | 7−6(7), 6−2                      |
| Finalista | 23.  | 20 de març de 2021     | Dubai, Emirats Àrabs Units      | Dura         | Nikola Mektić   | Juan Sebastián Cabal Robert Farah      | 6−7(0), 6−7(4)                   |
| Guanyador | 21.  | 3 d'abril de 2021      | Miami, Estats Units             | Dura         | Nikola Mektić   | Dan Evans Neal Skupski                 | 6−4, 6−4                         |
| Guanyador | 22.  | 18 d'abril de 2021     | Montecarlo                      | Terra batuda | Nikola Mektić   | Dan Evans Neal Skupski                 | 6−3, 4−6, [10−7]                 |
| Finalista | 24.  | 9 de maig de 2021      | Madrid, Espanya                 | Terra batuda | Nikola Mektić   | Marcel Granollers Horacio Zeballos     | 6−1, 3−6, [8−10]                 |
| Guanyador | 23.  | 16 de maig de 2021     | Roma, Itàlia                    | Terra batuda | Nikola Mektić   | Rajeev Ram Joe Salisbury               | 6−4, 7−6(4)                      |
| Guanyador | 24.  | 26 de juny de 2021     | Eastbourne, Regne Unit          | Gespa        | Nikola Mektić   | Rajeev Ram Joe Salisbury               | 6−4, 6−3                         |
| Guanyador | 25.  | 10 de juliol de 2021   | Wimbledon                       | Gespa        | Nikola Mektić   | Marcel Granollers Horacio Zeballos     | 6−4, 7−6(5), 2−6, 7−5            |
| Guanyador | 26.  | 1 d'agost de 2021      | Jocs Olímpics, Tòquio, Japó     | Dura         | Nikola Mektić   | Marin Čilić Ivan Dodig                 | 6−4, 3−6, [10−6]                 |
| Finalista | 25.  | 15 d'agost de 2021     | Toronto, Canadà                 | Dura         | Nikola Mektić   | Rajeev Ram Joe Salisbury               | 3−6, 6−4, [3−10]                 |
| Finalista | 26.  | 26 de febrer de 2022   | Dubai (2)                       | Dura         | Nikola Mektić   | Tim Pütz Michael Venus                 | 3−6, 7−6(5), [14−16]             |
| Finalista | 27.  | 23 d'abril de 2021     | Belgrad, Sèrbia                 | Terra batuda | Nikola Mektić   | Ariel Behar Gonzalo Escobar            | 2−6, 6−3, [7−10]                 |
| Guanyador | 27.  | 15 de maig de 2022     | Roma (2)                        | Terra batuda | Nikola Mektić   | John Isner Diego Schwartzman           | 6−2, 6−7(6), [12−10]             |
| Guanyador | 28.  | 21 de maig de 2022     | Ginebra (3)                     | Terra batuda | Nikola Mektić   | Pablo Andújar Matwé Middelkoop         | 2−6, 6−2, [10−3]                 |
| Guanyador | 29.  | 12 de juny de 2022     | Stuttgart                       | Gespa        | Hubert Hurkacz  | Tim Pütz Michael Venus                 | 7−6(3), 7−6(2)                   |
| Guanyador | 30.  | 19 de juny de 2022     | Londres, Regne Unit             | Gespa        | Nikola Mektić   | Lloyd Glasspool Harri Heliövaara       | 3−6, 7−6(3), [10−6]              |
| Guanyador | 31.  | 24 de juny de 2022     | Eastbourne (2)                  | Gespa        | Nikola Mektić   | Matwé Middelkoop Luke Saville          | 6−4, 6−2                         |
| Finalista | 28.  | 9 de juliol de 2022    | Wimbledon (2)                   | Gespa        | Nikola Mektić   | Matthew Ebden Max Purcell              | 6−7(5), 7−6(3), 6−4, 4−6, 6−7(2) |
| Guanyador | 32.  | 9 d'octubre de 2022    | Nursultan, Kazakhstan           | Dura (i)     | Nikola Mektić   | Adrian Mannarino Fabrice Martin        | 6−4, 6−2                         |
| Finalista | 29.  | 20 de novembre de 2022 | ATP Finals, Torí, Itàlia        | Dura (i)     | Nikola Mektić   | Rajeev Ram Joe Salisbury               | 6−7(4), 4−6                      |
| Guanyador | 33.  | 15 de gener de 2023    | Auckland (3)                    | Dura         | Nikola Mektić   | Nathaniel Lammons Jackson Withrow      | 6−4, 6−7(5), [10−6]              |
| Guanyador | 34.  | 19 de juny de 2023     | Stuttgart (2)                   | Gespa        | Nikola Mektić   | Kevin Krawietz Tim Pütz                | 7−6(2), 6−3                      |
| Guanyador | 35.  | 1 de juliol de 2023    | Eastbourne (3)                  | Gespa        | Nikola Mektić   | Ivan Dodig Austin Krajicek             | 6−4, 6−2                         |
| Finalista | 30.  | 3 d'octubre de 2023    | Astanà                          | Dura (i)     | John Peers      | Nathaniel Lammons Jackson Withrow      | 6−7(4), 6−7(7)                   |
| Guanyador | 36.  | 7 de gener de 2023     | Hong Kong, Xina                 | Dura         | Marcelo Arévalo | Sander Gillé Joran Vliegen             | 7−6(3), 6−4                      |
| Finalista | 31.  | 19 de setembre de 2024 | Roma                            | Terra batuda | Marcelo Arévalo | Marcel Granollers Horacio Zeballos     | 2−6, 2−6                         |
| Guanyador | 37.  | 25 de maig de 2024     | Ginebra (4)                     | Terra batuda | Marcelo Arévalo | Lloyd Glasspool Jean-Julien Rojer      | 7−6(2), 7−5                      |
| Guanyador | 38.  | 8 de juny de 2024      | Roland Garros                   | Terra batuda | Marcelo Arévalo | Simone Bolelli Andrea Vavassori        | 7−5, 6−3                         |
| Guanyador | 39.  | 19 d'agost de 2024     | Cincinnati, Estats Units        | Dura         | Marcelo Arévalo | Mackenzie McDonald Alex Michelsen      | 6−2, 6−4                         |
| Guanyador | 40.  | 16 de març 2025        | Indian Wells, Estats Units      | Dura         | Marcelo Arévalo | Sebastian Korda Jordan Thompson        | 6−3, 6−4                         |
| Guanyador | 41.  | 29 de març 2025        | Miami (2)                       | Dura         | Marcelo Arévalo | Julian Cash Lloyd Glasspool            | 7−6(3), 6−3                      |
| Finalista | 32.  | 4 de maig de 2025      | Madrid (2)                      | Terra batuda | Marcelo Arévalo | Marcel Granollers Horacio Zeballos     | 4−6, 4−6                         |
| Guanyador | 42.  | 18 de maig de 2025     | Roma (3)                        | Terra batuda | Marcelo Arévalo | Sadio Doumbia Fabien Reboul            | 6−4, 6−7(6), [13−11]             |

#### Períodes com a número 1
| Núm. | Predecessor                        | Dates                   | Successor     | Setmanes | Acumulat |
| ---- | ---------------------------------- | ----------------------- | ------------- | -------- | -------- |
| 1.   | Łukasz Kubot                       | 21/05/2018 − 15/07/2018 | Mike Bryan    | 8        | 8        |
| 2.   | Robert Farah                       | 05/04/2021 − 17/10/2021 | Nikola Mektić | 28       | 36       |
| 3.   | Nikola Mektić                      | 08/11/2021 − 03/04/2022 | Joe Salisbury | 20       | 56       |
| 4.   | Marcel Granollers Horacio Zeballos | 11/11/2024 − actualitat |               | 1        | 57       |

### Dobles mixts: 5 (3−2)
| Resultat  | Núm. | Data                   | Torneig                     | Superfície   | Parella            | Oponents                   | Marcador            |
| --------- | ---- | ---------------------- | --------------------------- | ------------ | ------------------ | -------------------------- | ------------------- |
| Guanyador | 1.   | 11 de setembre de 2016 | US Open, Estats Units       | Dura         | Laura Siegemund    | Coco Vandeweghe Rajeev Ram | 6−4, 6−4            |
| Guanyador | 2.   | 28 de gener de 2018    | Open d'Austràlia, Austràlia | Dura         | Gabriela Dabrowski | Tímea Babos Rohan Bopanna  | 2−6, 6−4, [11−9]    |
| Finalista | 1.   | 10 de juny de 2018     | Roland Garros, França       | Terra batuda | Gabriela Dabrowski | Latisha Chan Ivan Dodig    | 1−6, 7−6(5), [8−10] |
| Finalista | 2.   | 9 de juny de 2019      | Roland Garros (2)           | Terra batuda | Gabriela Dabrowski | Latisha Chan Ivan Dodig    | 1−6, 6−7(5)         |
| Guanyador | 3.   | 13 de juliol de 2023   | Wimbledon, Regne Unit       | Gespa        | Liudmila Kitxenok  | Xu Yifan Joran Vliegen     | 6−4, 6−7(9), 6−3    |

### Equips: 2 (1−1)
| Resultat  | Núm. | Data                      | Torneig                     | Superfície       | Equip                                                | Oponents                                                                           | Marcador |
| --------- | ---- | ------------------------- | --------------------------- | ---------------- | ---------------------------------------------------- | ---------------------------------------------------------------------------------- | -------- |
| Guanyador | 1.   | 23 − 25 d'octubre de 2018 | Copa Davis, Lilla, França   | Terra batuda (i) | Marin Čilić Borna Ćorić Ivan Dodig Franko Škugor     | Jérémy Chardy Pierre-Hugues Herbert Nicolas Mahut Lucas Pouille Jo-Wilfried Tsonga | 3−1      |
| Finalista | 1.   | 5 de desembre de 2021     | Copa Davis, Madrid, Espanya | Dura (i)         | Marin Čilić Borna Gojo Nikola Mektić Nino Serdarušić | Ievgueni Donskoi Aslan Karatsev Karén Khatxànov Daniïl Medvédev Andrei Rubliov     | 0−2      |

## Trajectòria

### Dobles masculins
| Open d'Austràlia | A   | A           | 2R          | 1R          | 1R    | 1R          | G           | 2R          | 3R          | SF    | 2R | 2R | 3R | 1 / 11    | 18 – 10   |
| Roland Garros | A   | A           | 3R          | 1R          | 1R    | 2R          | F           | 3R          | F           | A     | 3R | 1R |    | 0 / 9     | 17 – 9    |
| Wimbledon | A   | A           | 3R          | 3R          | 3R    | F           | 1R          | 2R          | NC          | G     | F  | 3R |    | 1 / 9     | 25 – 8    |
| US Open | A   | A           | 2R          | 2R          | 2R    | 3R          | 1R          | 2R          | G           | 1R    | QF | 2R |    | 1 / 10    | 15 – 9    |
| Jocs Olímpics | A   | No celebrat | No celebrat | No celebrat | A     | No celebrat | No celebrat | No celebrat | No celebrat | G     | NC | NC |    | 1 / 1     | 5 − 0     |
| ATP Finals | A   | A           | A           | A           | A     | 3R          | 1R          | A           | RR          | SF    | F  | A  |    | 0 / 5     | 10 – 7    |
| Total Victòries−Derrotes                                                                                                   | 5−2 | 5−4         | 18−18       | 19−16       | 39−22 | 47−27       | 56−21       | 41−26       | 30−15       | 65−14 |    |    |    | 326 – 167 | 326 – 167 |
| Rànquing a final d'any | 130 | 71          | 56          | 64          | 29    | 17          | 3           | 18          | 4           | 1     | 5  |    |    |           |           |
| Llegenda: G: Guanyador; F: Finalista; SF: Semifinalista; QF: Quarts de final; Q: Qualificació; A: Absent; RR: Round Robin; |     |             |             |             |       |             |             |             |             |       |    |    |    |           |           |

### Dobles mixts
| Open d'Austràlia | A  | A | A  | 1R | G  | QF | A  | QF | 1R | 2R | 1R | 1 / 7 | 10 – 6 |
| Roland Garros | A  | A | 1R | 1R | F  | F  | NC | A  | 1R | 2R |    | 0 / 6 | 9 – 6  |
| Wimbledon | 2R | A | 1R | QF | 3R | 3R | NC | QF | SF | G  |    | 1 / 8 | 18 – 7 |
| US Open | A  | A | G  | 1R | 2R | QF | NC | A  | SF | SF |    | 0 / 6 | 14 – 5 |
| Llegenda: G: Guanyador; F: Finalista; SF: Semifinalista; QF: Quarts de final; Q: Qualificació; A: Absent; RR: Round Robin; |    |   |    |    |    |    |    |    |    |    |    |       |        |

## Guardons
- ATP Doubles Team of the Year (2): 2017 (amb Oliver Marach), 2021 (amb Nikola Mektić[7])